# The Spectre Within
The Spectre Within es el segundo álbum de la banda Fates Warning, publicado en 1985. Fue remasterizado en 2002 por Metal Blade Records con 4 bonus tracks.

## Listado de canciones
1. "Traveler in Time" (Matheos/Arduini/Arch) - 7:12
2. "Orphan Gypsy" (Arduini/Arch) - 5:59
3. "Without a Trace" (Arduini/Arch) - 4:49
4. "Pirates of the Underground" (Matheos/Arduini/Arch) - 7:05
5. "The Apparition" (Matheos/Arch) - 5:51
6. "Kyrie Eleison" (Matheos/Arch) - 5:24
7. "Epitaph" (Matheos/Arch) - 11:58

### Reedición de 2002
1. "Radio Underground [Live Underground] - 6:57
2. "The Apparition" [Rehearsal 1985] - 5:54
3. "Kyrie Eleison" [Demo 1985] - 5:50
4. "Epitaph" [Demo 1985] - 11:54

## Integrantes
- John Arch – Voz
- Victor Arduini – Guitarra
- Joe DiBiase – Bajo
- Jim Matheos – Guitarra
- Steve Zimmerman – Batería

- Datos: Q1755848